# Hong Kong Challenger 1990
L'Hong Kong Challenger 1990 è stato un torneo di tennis facente parte della categoria ATP Challenger Series nell'ambito dell'ATP Challenger Series 1990. Il torneo si è giocato a Hong Kong in Hong Kong dal 17 al 23 dicembre 1990 su campi in cemento.

## Vincitori

### Singolare
Christian Saceanu ha battuto in finale  Felix Barrientos con il punteggio di 6–4, 6–1

### Doppio
Neil Borwick /  Paul Wekesa hanno battuto in finale  Christian Geyer /  Christian Saceanu con il punteggio di 6–2, 6–2